# No futuro
El no futuro es un tiempo gramatical que distingue una acción verbal acontecida en tiempos pasados o presentes, en oposición al tiempo futuro.  Se han reportado sistemas futuro/no futuro en lenguas como el fon o gun gbè, el bowiri (Volta-Congo), el dyirbal (pama-ñung) y el hua (transneoguineano).